# Companhia Paulo Ribeiro
A Companhia Paulo Ribeiro é uma das principais companhias de dança contemporânea portuguesa, com reconhecimento artístico nacional e internacional.
Foi fundada em 1995 por Paulo Ribeiro, um dos principais rostos do movimento transformador Nova Dança Portuguesa, surgiu na sequência de vários anos de trabalho junto de algumas das mais prestigiadas companhias europeias e para dar espaço à sua voz artística. 
Ao longo desses trinta anos, a obra plural da companhia marcou presença regular nas principais salas de espetáculo nacionais, bem como por toda a Europa, Brasil e Estados Unidos da América. Um percurso que convoca cerca de 40 produções e cuja linguagem contemporânea tem sido reconhecida com alguns dos mais importantes prémios nacionais e estrangeiros na área da dança, e documentada em dois livros: "Corpo de Cordas" (Assírio & Alvim, 2005), de Cláudia Galhós, e "Uma Coisa Concreta" (CPR, 2015), coordenado por Tiago Bartolomeu Costa. 
Entre 1998 e 2022, a Companhia fixou-se no Teatro Viriato, em Viseu, cujo projeto criou e implementou, Paulo Ribeiro dirigiu durante quase duas décadas. Paralelamente, a companhia tem sido responsável por um importante projeto de formação e produção de ações educativas para o público escolar na área da dança. 
Em Janeiro de 2022, o coreógrafo regressou à direção artística da Companhia e, a partir de 2023, a estrutura passa a estar sediada em Cascais, para dar continuidade à sua missão de pesquisa, criação artística e circulação de espetáculos, bem como de formação e programação com ligação à comunidade local e às suas instituições. 
A Companhia Paulo Ribeiro será ainda companhia associada de Coimbra e, no futuro, de outros pontos do território nacional, com o objetivo de desenvolver uma estratégia cultural para a programação da dança, com a criação de uma rede de Cidades da Dança.